# マレーノ・ディ・ピアーヴェ
マレーノ・ディ・ピアーヴェ（伊: Mareno di Piave）は、イタリア共和国ヴェネト州トレヴィーゾ県にある、人口約9,500人の基礎自治体（コムーネ）。

## 地理

### 位置・広がり

#### 隣接コムーネ
隣接するコムーネは以下の通り。
- チマドルモ
- コドニェ
- コネリアーノ
- サン・ヴェンデミアーノ
- サンタ・ルチーア・ディ・ピアーヴェ
- スプレジアーノ
- ヴァッツォーラ

### 気候分類・地震分類
気候分類では、zona E, 2428 GGに分類される。
また、イタリアの地震リスク階級 (it) では、zona 2 (sismicità media) に分類される。

## 行政

### 分離集落
マレーノ・ディ・ピアーヴェには、以下の分離集落（フラツィオーネ）がある。
- Bocca di Strada, Ramera, Santa Maria del Piave, Soffratta